# Dhawaleshwar, Bilgi
Dhawaleshwar là một làng thuộc tehsil Bilgi, huyện Bagalkot, bang Karnataka, Ấn Độ.